# Monza, L.L. M.M. le Roi et la Reine d'Italie
Monza, L.L. M.M. le Roi et la Reine d'Italie è un cortometraggio del 1896 diretto da Constant Girel.
Lumière n° 279

## Trama
Constant Girel filma il re Umberto I e la regina Margherita d'Italia mentre scendono le scale della Villa Reale di Monza a braccetto, per poi entrare in una carrozza che, poco dopo, parte.